# Oude raadhuis (Potsdam)

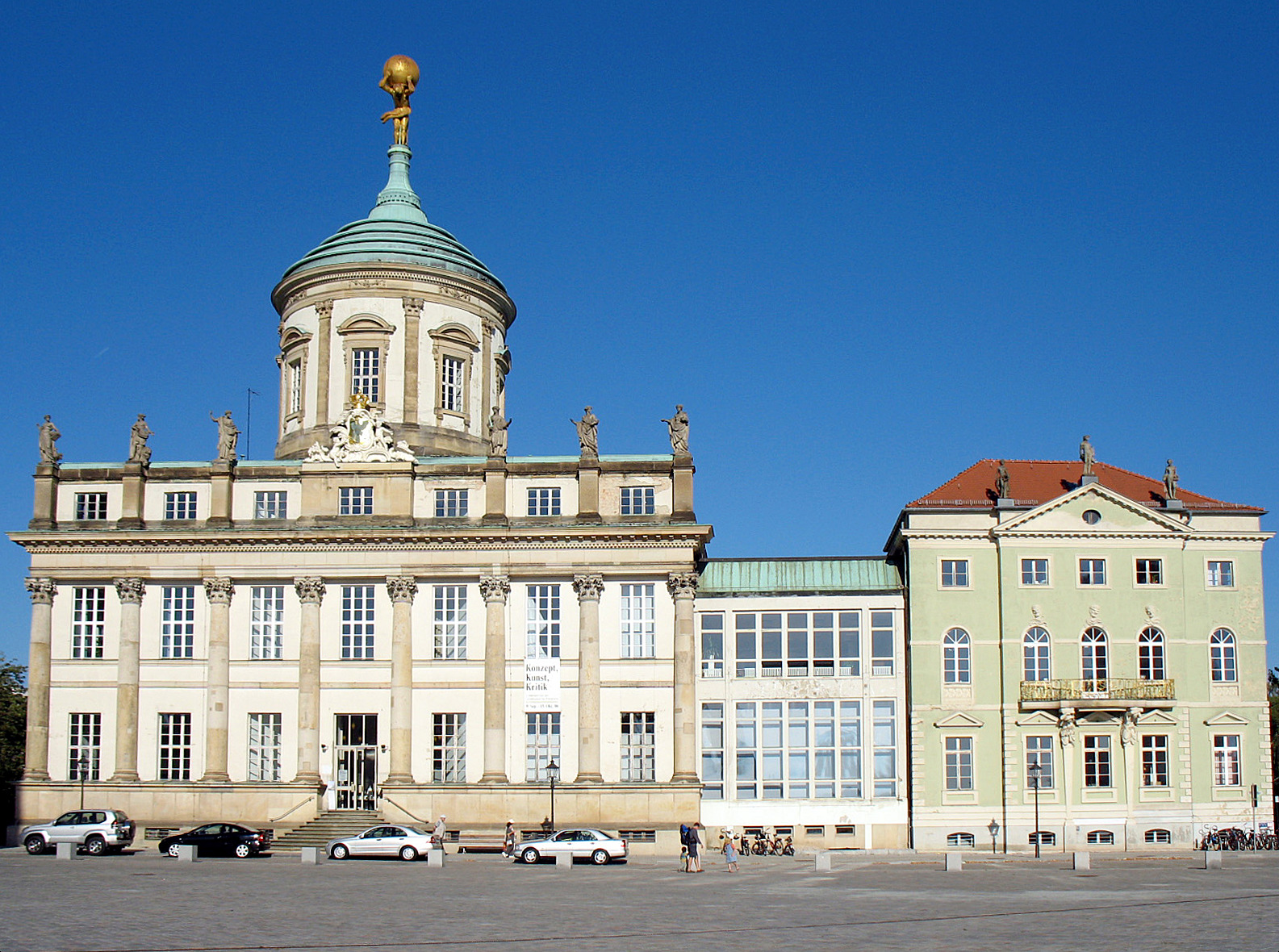
Oude raadhuis

Het oude raadhuis (Duits: Alte Rathaus) aan de Alte Markt (Potsdam) in de Duitse stad Potsdam werd in de periode 1753-1755 gebouwd naar de plannen van Jan Bouman en Christian Ludwig Hildebrandt in opdracht en naar de ideeën van Frederik II van Pruisen.
Het oude raadhuis is dicht bij de Sint-Nicolaaskerk gelegen.
- Gemeinsame Normdatei: 2130890-1